# Шабельна пилка

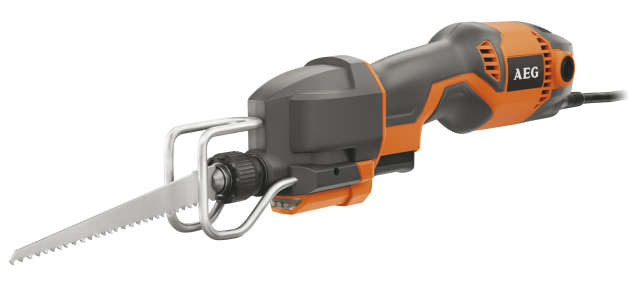
Шабельна пилка AEG

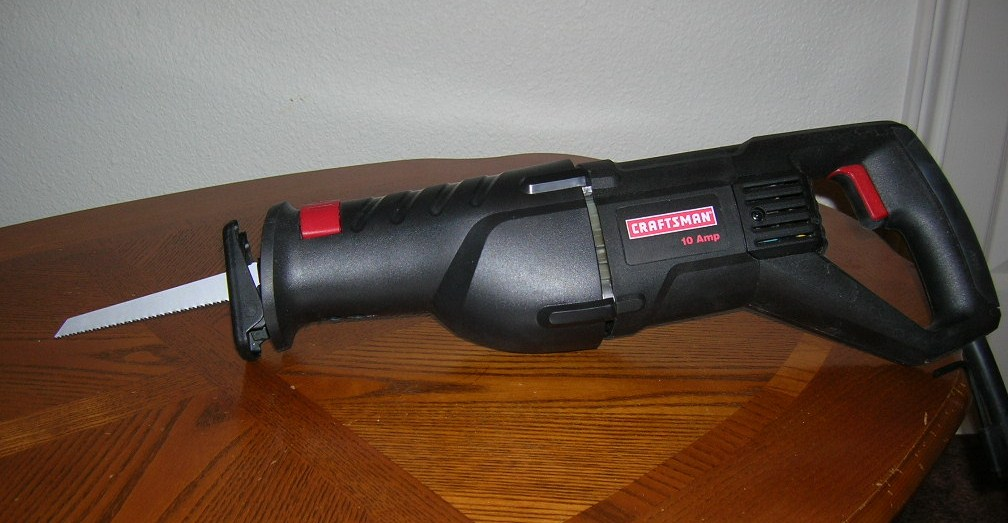
Шабельна пилка

Шабельна пилка — електроінструмент, принципом роботи якого є поступально-зворотні рухи штоку, до якого кріпиться ріжуче полотно (пилка), та який використовується для різання деревини, металу, пластику, газоблоків, кераміки та навіть скла. Хід штоку зазвичай становить 10-28 мм.

## Історична довідка
Першим виробником шабельних пилок стала американська компанія Milwaukee, яка у 1951 випустила модель з назвою «Sawzall» з трьома рухомими деталями та ходом пилки в 3/4 дюйма. По принципу дії є аналогом першого електролобзика, що був створений в 1946 році  Альбертом Кауфманном шляхом встановлення пилки замість голки на швейну машинку. Основною відмінністю є форма корпусу і відповідно спосіб утримання в руках та розташування електродвигуна — вісь ротора електродвигуна та вісь штоку пилки у шабельних пилках зазвичай є паралельними, на відміну від електролобзиків у яких розташування цих елементів є перпендикулярним.

## Переваги
1. Маневреність — завдяки подовгуватій формі корпусу та гнучкості полотна шабельною пилкою вдається виконувати відрізні роботи, недоступні циркулярній пилці, кутовій шліфувальній машині(«болгарці») чи лобзику . Наприклад обрізання труб, що виступають зі стіни урівень із нею. Часто більшість професійного і побутового інструменту обладнується акумулятором.
2. Універсальність — в продажі можна знайти оснастку для різання деревини, металу, пластику, газоблоків, цегли, кераміки та навіть скла. У західних країнах в продажі існує дуже багато варіантів оснастки, зокрема такі цікаві пристосування як дротяні щітки та напилки різних форм для шабельної пилки, котрі вдягаються замість пильного полотна. 
3. Безпека — внаслідок своєї будови значно безпечніша за КШМ(немає ефекту зворотного удару та ризику заклинювання та розлітання уламків диску). Іскробезпека — дозволяє здійснювати розрізання металу та інших матеріалів практично без іскріння та утворення окалини.

## Недоліки
1. Невисока точність. Шабельна пилка спроектована та використовується для грубих відрізних робіт, а також як інструмент руйнувальний та демонтажний, тому очікувати від неї високої точності не варто.
2. Невисока продуктивність. В порівнянні з циркулярною пилкою та КШМ аналогічної потужності, суттєво їм поступається — в першу чергу, виною цього є низький ККД кривошипно-шатунного механізму приводу полотна.
3. Вібрація. Одним з суттєвих недоліків є суттєва вібрація порівняно з інструментами, в основу роботи яких покладено принцип обертання відрізного диску.